# 十二進法
十二進法（じゅうにしんほう）とは、12 を底（てい）とし、底およびその冪を基準にして数を表す方法である。時間の表記として世界中で一般的に使用されている。

## 十二進法が使われている例
計時
物流で主に使われる数量のダース、グロス
暦が12か月周期であることは諸説あるが、数え方は十二進法である。（太陰暦を参照）

## 記数法

### 整数
数字

3つ組が4つ集まると「10」になる。小数も、0.3×4 = 1 となる。

十二進記数法とは、十二を底とする位取り記数法である。十二進法での位取りでは、通常は 0, 1, 2, 3, 4, 5, 6, 7, 8, 9, A, B の計十二個の数字を用い、十を A , 十一を B , 十二を 10 , 十三を 11 と表記する。なお、8 と B が紛らわしいことを理由に、"Ten"と"Eleven"の頭文字を取って、十を T 、十一を E と表記する例もある。
本節では慣用に従い、通常のアラビア数字を十進記数法で表記し、十二進記数法の表記を括弧および下付の 12 で表す。また、必要に応じて、十進記数法の表記も括弧及び下付の 10 で表す。十二進記数法で表された数を十二進数と呼ぶ。十二進法の位取りでは、左に一桁動くと十二倍になり、右に一桁動くと十二分の一になる。言い換えると、整数第二位は「十二の位」、整数第三位は「百四十四の位」である。
(12)12 という表記において、左の「1」は十二を意味し、右の「2」は二を意味し、合わせて「十四」を意味する。
| 十進法   | 0 | 1 | 2 | 3 | 4 | 5 | 6 | 7 | 8 | 9 | 10 | 11 | 12 | 13 | 14 | 15 | 16 | 17 | 18 | 19 | 20 |
| 十二進法 | 0 | 1 | 2 | 3 | 4 | 5 | 6 | 7 | 8 | 9 | A  | B  | 10 | 11 | 12 | 13 | 14 | 15 | 16 | 17 | 18 |

| 十進法   | 132 | 133 | 134 | 135 | 136 | 137 | 138 | 139 | 140 | 141 | 142 | 143 | 144 | 145 | 146 | 147 | 148 | 149 | 150 | 151 |
| 十二進法 | B0  | B1  | B2  | B3  | B4  | B5  | B6  | B7  | B8  | B9  | BA  | BB  | 100 | 101 | 102 | 103 | 104 | 105 | 106 | 107 |

数列の進み方も、上記の表のように、十進数の 14 が十二進数では 12 となり、二桁の最後も BB となる。
5以降の素数は、一の位が 1, 5, 7, B のいずれか、すなわち 3 と 9 を除く奇数になる。例えば：
- 十進法の13 → 十二進法では11
- 十進法の17 → 十二進法では15
- 十進法の79 → 十二進法では67
- 十進法の107 → 十二進法では8B
- 十進法の126 → 十二進法ではA6

となる。
倍数の法則
- 3の倍数は末尾が0、3、6、9のいずれか。
- 4の倍数は末尾が0、4、8のいずれか。
- 6の倍数は末尾が0か6のいずれか。
- Bの倍数は数字和がBとなる数。

整数の数値
十二進表記の整数は、以下の数値になる。
- (30)10 = (26)12 (2×121 + 6)
- (45)10 = (39)12 (3×121 + 9)
- (60)10 = (50)12 (5×121)
- (90)10 = (76)12 (7×121 + 6)
- (100)10 = (84)12 (8×121 + 4)
- (135)10 = (B3)12 (11×121 + 3)
- (144)10 = (100)12 (1×122)
- (270)10 = (1A6)12 (1×122 + 10×121 + 6)
- (360)10 = (260)12 (2×122 +6×121)
- (720)10 = (500)12 (5×122)
- (810)10 = (576)12 (5×122 + 7×121 + 6)
- (1080)10 = (700)12
- (1600)10 = (B14)12 (11×122 + 1×121 + 4)
- (1728)10 = (1000)12 (1×123)
- (2000)10 = (11A8)12 (1×123 + 1×122 + 10×121 + 8)
- (2112)10 = (1280)12 (1×123 + 2×122 + 8×121)
- (3077)10 = (1945)12 (1×123 + 9×122 + 4×121 + 5)
- (5022)10 = (2AA6)12 (2×123 + 10×122 + 10×121 + 6)
- (10368)10 = (6000)12 (6×123)
- (20736)10 = (10000)12 (1×124)

整数の計算例
- 十進法からの換算
  - 十進法の 2000 - 60 = 1940 → 十二進法では 11A8 - 50 = 1158
  - 十進法の 45 × 16 = 720 → 十二進法では 39 × 14 = 500
  - 十進法の 212 = 4096 → 十二進法では 210 = 2454
- 十二進法→十進法
  - 十二進法の 50 ÷ 2 = 26 → 十進法では 60 ÷ 2 = 30
  - 十二進法の 700 ÷ 7 = 100 →　十進法では 1008 ÷ 7 = 144
  - 十二進法の 1000 ÷ 4 = 300 → 十進法では 1728 ÷ 4 = 432

#### 累乗数の換算表
以下の表に、十二進数で表記した十二の累乗数と、それを十進数（底が二の五倍）に換算した数値を掲載する。万や億との対比を判り易くするため、桁は四つごとに区切る。
| 指数 | 十二進数         | 十進数に換算     |
| ---- | ---------------- | ---------------- |
| 1    | 10               | 12               |
| 2    | 100              | 144              |
| 3    | 1000             | 1728             |
| 4    | 1 0000           | 2 0736           |
| 5    | 10 0000          | 24 8832          |
| 6    | 100 0000         | 298 5984         |
| 7    | 1000 0000        | 3583 1808        |
| 8    | 1 0000 0000      | 4 2998 1696      |
| 9    | 10 0000 0000     | 51 5978 0352     |
| A    | 100 0000 0000    | 619 1736 4224    |
| B    | 1000 0000 0000   | 7430 0837 0688   |
| 10   | 1 0000 0000 0000 | 8 9161 0044 8256 |

#### 十進数との互換
十進数を十二進数に変換するには、整数部分はそのまま十二進数に変換し、小数部分は十二の累乗数を十進数に変換した数値を掛ける。
（例）十進数 42.195
- 整数：42(10) = 36(12)
- 小数の分母：1000(10) → 144(10)（十二進換算値：6B4(12) → 100(12)）
- 195 × 0.144 = 28.08 → 28(10)
- 28(10) = 24(12)

よって、42.195(10) ≒ 36.24(12) となる。

### 小数と除算
桁が一つ動く度に数が十二倍変わるため、小数第一位は「十二分の一の位」、小数第二位は「百四十四分の一の位」となる。
- (0.1)12 =  1/12 (1×12-1)
- (0.5)12 = 5/12 (5×12-1)
- (0.A)12 = 10/12 (10×12-1)
- (0.01)12 = 1/144 (1×12-2)
- (0.03)12 = 3/144 (3×12-2)
- (0.14)12 = 16/144 (1×12-1 + 4×12-2)
- (0.75)12 = 89/144 (7×12-1 + 5×12-2)
- (0.76)12 = 90/144 (7×12-1 + 6×12-2)
- (0.001)12 = 1/1728 (1×12-3)

十二と五は互いに素なので、5/10 や 75/100は約分できず、既約分数になる。

#### 計算例

##### 加減算の例
十二進法では十二倍ごとに桁を変えるので、小数では「y年m箇月」の計算が容易になる。
7.6 + 1A.6 = 26
- この十二進数の数式を十進数で解釈すれば、「7年6箇月 + 22年6箇月 = 30年」と見ることができる。桁を一つ繰り上げると、76(12)箇月=90(10)箇月、1A6(12)箇月=270(10)箇月、260(12)箇月=360(10)箇月となり、数字と月数が一致する。

1200.B - 4.6 = 11B8.5
- この数式を十進数で換算すると、「2016と11/12 - 4と6/12 = 2012と5/12」となる。これを別の言い方をすると、「2016年11月の4年6箇月前は、2012年5月」ということがすぐに判る。
- これを十進数でやると、帯分数にせざるを得ず、小数化すると循環小数になって正確な値を出しにくい。上記の十二進数の数式も、十進数では「2016.91666… - 4.5 = 2012.41666…」になってしまう。

##### 2の演算の例
3×5/4 = 3.9(12)
3×5/4、すなわち十進分数の 15/4に当たる小数は、十進数では3.75(10)に対して、十二進数では3.9(12)となり小数点以下が一桁になる。これは、十進数では2の冪指数が1つ（すなわち底が単偶数）なのに対して、十二進数では2の冪指数が2つ含まれているからである。

これらの小数を分解すると、十進数では 3 + 75/100 (= 3/4) と 3 + 9/12 (= 3/4) が 15/4 で同値となる。
5/24 = 0.39(12)
前述の 3.9(12)を一桁下げた 0.39(12)は、十進数では 0.3125(10)になる。
これは、素因数分解の上既約分数にすると 5/24 の小数だが、十進数の場合 5×0.0625（分子が54）で0.3125、
になるのに対して、十二進数の場合 5×0.09（分子が32）で0.39になる。

このように、十進数の場合「2の4乗には5の4乗」であるのに対して、十二進数では「2の4乗には3の2乗」となり、2の冪指数が偶数の場合は分子となる3の冪指数は1/2になる。
0.39 × 6 = 1.A6
この十二進数の数式は、十進数では 0.3125×6 = 1.875となるが、小数部分を既約分数にすると 7/8 になる。7/8 すなわち 7/23の小数も、十進数では7×0.125 = 0.875で「7×53」で「7×33」の数が現れるのに対して、十二進数では7×0.16 = 0.A6 となる。つまり、2の冪指数が奇数の時、逆数の分子は6の倍数になる。

この十二進数0.A6(12)を分数化すると、十進数では 126/144 = 7/8となり、数値が一致する。
3.9 × 6 = 1A.6
前記の小数を一桁上げた数式で、十進数では 3.75×6 = 22.5となるが、小数部分を既約分数にすると 1/2 になる。

これをy年m箇月の計算に当て嵌めることも可能で、十進数で換算すると「3年9箇月の6倍は22年6箇月」とも言える。

##### 3の演算の例
十二進法は奇数の因数に3が含まれているので、除数が3の冪数であれば割り切れる数になる。但し、十二進法は10の素因数分解が22×3なので、3の冪数による除算は、小数点を消した値が「2の偶数乗を掛けた値」になる。例えば、除数が33の場合、逆数の分子は23×2=26になる。
57.6÷9
十進数の 57.6÷9、十二進数の57.6 ÷ 9 の商は、以下の通りとなる。
- 十進法： 57.6 ÷ 9 = 6.4
- 十二進法： 57.6 ÷ 9 = 7.6

桁を一つ繰り上げて小数点を消すと、576(10) は 64×9 だが、576(12) は 810(10)、つまり十進数換算値が 90×9 である。576(12)を十進数で分解すると、5×122 + 7×121 + 6 = 720 + 84 + 6 = 810 となる。
更に、十進法の 576÷9 = 64 も、十二進法では 400÷9 = 54 となる。
- 十進法：576 ÷ 9 = 64
- 十二進法：400 ÷ 9 = 54

576(10) を十進数で分解すると、十進法では 5×102 + 7×101 + 6 = 500 + 70 + 6 で 576 となるが、十二進法では 4×122 で 400(12)となる。50(12) は 60(10) なので、4 を加えた 54(12) も 64(10) に等しい。別の言い方をすると、「五百七十六個の九分割は六十四個」は「四グロスを九人で分けて、五ダース四個」になるのに対して、「五グロス七ダース六個の九分割は七ダース六個」は「八百十個の九分割は九十個」になるとも言える。このように、十二進法では、「400個」の物品を3人や9人でぴったり分けることができる。
| 十二進法   | 十進法に換算 |
| ---------- | ------------ |
| 576÷9 = 76 | 810÷9 = 90   |
| 400÷9 = 54 | 576÷9 = 64   |

1.75(12) は 7/4 ではない
- 十二進法：175 ÷ 100 = 1.75
- 十進法：233 ÷ 144 = 1.6180555…

十二進法の1.75(12) 列びに (175/100)12は、十進分数では 7/4 ではなく、233/144 すなわち黄金比の概数になる。
23 ÷ 33（十進分数 8/27）
- 十二進法：8 ÷ 23 = 0.368

「十分の三」は、十進法が0.3(10)に対して、十二進法では0.37249…(12)になる。
82 ÷ 92（= 26 ÷ 34、十進分数 64/81）
- 十二進法：54 ÷ 69 = 0.9594

十二進数では「2の4乗には3の2乗」とは逆に「3の4乗には2の8乗」の関係になり、26÷34 で分子に現れる数は 2A の 714(12)（=1024(10)）ではなく、26+8 = (212)12 で 9594(12)（=16384(10)）となる。3-4も0.0194(12)で分子が28となり、26÷34 も 54×0.0194 = 0.9594(12)となる。

2 ÷ 36（十進分数 2/729）
- 十二進法：2 ÷ 509 = 0.0048A8

「1年に1回」を概数にすると 2/36 の分数になるが、十二進法の3-6（七百二十九分割）は小数点以下六桁になる。分数に換算すると、十二進法の場合 0.0048A8(12) = (101532/144000000 = (8192/2985984)10になる。
素因数に3が含まれない冪数の除算
十進法の 100(10)　や 1000(10) など十の冪数は、3や9で割り切れないが、十二進法では割り切れる。
- 1/3 メートル
  - 十進法：100 ÷ 3 = 33.3333… センチメートル
  - 十二進法：(84)12 ÷ 3 = (29.4)12 センチメートル
- 1/3 リットル
  - 十進法：1000 ÷ 3 = 333.3333… ミリリットル
  - 十二進法：(6B4)12 ÷ 3 = (239.4)12 ミリリットル
- 1/9 キロメートル
  - 十進法：1000 ÷ 9 = 111.1111… メートル
  - 十二進法：(6B4)12 ÷ 9 = (93.14)12 メートル

##### 2と3を除く演算の例
5を除数とする演算を割り切る条件は、被除数の約数に5が含まれることが条件になる。
- (32×7) ÷ 33（十進法の場合 63 ÷ 27）
  - 十二進法：53 ÷ 23 = 2.4
- (32×7) ÷ (2×3×5)（十進法の場合 63 ÷ 30）
  - 十二進法：53 ÷ 26 = 2.124972497…

十二進法で循環節が長くなる例として、5-2（1/21）が20(10)桁、7-2（1/41）が42(10)桁が挙げられる。逆に、十進法では22(10)桁になるB-2（1/A1）は、十二進法では僅B(12)桁=11(10)桁になる。
(211 ÷ A2)12 ｛ (213÷102)10｝
- 十進法：8192 ÷ 100 = 81.92
- 十二進法：48A8 ÷ 84 = 69.B0591 5343A 0B62A 68781…

(102 ÷ B2)12｛ (122÷112)10｝
- 十進法：144 ÷ 121 = 1.19008 26446 28099 17355 37…
- 十二進法：100 ÷ A1 = 1.23456789B01…

#### 一桁小数による分割
十二進法では 0.1(12) が「十二分の一」になるため、0.3(12) は 1/4 になり、0.4(12) は 1/3 になり、0.6(12) は 1/2 になり、0.A(12)（十進法で10/12）は 5/6 になる。その他、m/d として分数化できる一桁小数として、0.8(12)は 2/3 となり、0.9(12)は 3/4 となる。
従って、ある数値に 0.4(12) を掛けると 1/3 になり、0.9(12) を掛けると 3/4 になる。位取りに応用すると、Nの8倍は、Nの十二倍を 2/3 にした数値になる。このように、一桁小数で三分割と四分割が可能になる（ただし、五分割はできない）。
8倍と0.8
- 十二を掛ける：(76)12 × (10)12 = (760)12（十進法：90の 12倍 は1080。）
- 8を掛ける： (76)12 × (8)12 = (500)12（十進法：90の 8倍 は720。）
- 0.8を掛ける：(760)12 × (0.8)12 = (500)12（十進法：1080の 2/3 は720。）

除算と一桁小数
- 除算：(76)12 ÷ (3)12 = (26)12（十進法：90 ÷ 3 = 30。）
  - 一桁小数を掛ける：(76)12 × (0.4)12 = (26)12（十進法：90の 1/3 は30。）
  - 一桁小数を掛ける：(76)12 × (0.8)12 = (50)12（十進法：90の 2/3 は60。）
- 除算：(760)12 ÷ (4)12 = (1A6)12（十進法：1080 ÷ 4 = 270。）
  - 一桁小数を掛ける：(760)12 × (0.3)12 = (1A6)12（十進法：1080の 1/4 は270。）
  - 一桁小数を掛ける：(760)12 × (0.9)12 = (576)12（十進法：1080の 3/4 は810。）

#### 小数との置換表
以下の表に、十二進法の小数と、それに相当する分数や商を掲載する。割り切れない小数の循環部分は下線で表す。十二は三と四では割り切れるが五では割り切れないため、五で割った際に循環小数になって割り切れない例が多数発生する。
割り切れる場合が最も多い例は、「5の倍数」が被除数になるパターンである。このパターンでは、7の倍数とB（十一）の倍数を除いてほぼ割り切れる。「3で割り切れるが、2と5と9では割り切れない数」が被除数になるパターンでは、16(12)=18(10)までの3の倍数のうち、割り切れない数は13(12)=15(10)だけとなる。
また、十二進法は「10 - 1」がB（十進法の11）で5の倍数ではないので、1/5の循環小数は 0.2497…で四桁になり、これに最も近い37(10)の倍数は 2494(12)（=4144(10)=(37×7×16)(10)となる。
そして、5-2 = (m/21)12の小数は、循環節が「05915 343A0 B62A6 8781B」の二十桁と長くなる。十二進法における5-nの循環節は 4×5n-1 となり、5-1が四桁、5-2が二十桁、5-3が百桁になる。
| 除数                       | 2     | 3     | 4     | 5        | 6     | 7          | 8     | 9     | A        | B       | 10   |
| -------------------------- | ----- | ----- | ----- | -------- | ----- | ---------- | ----- | ----- | -------- | ------- | ---- |
| 被除数が1                  | 0.6   | 0.4   | 0.3   | 0.2497…  | 0.2   | 0.186A35…  | 0.16  | 0.14  | 0.12497… | 0.111…  | 0.1  |
| 被除数が5                  | 2.6   | 1.8   | 1.3   | 1        | 0.A   | 0.86A351…  | 0.76  | 0.68  | 0.6      | 0.555…  | 0.5  |
| 被除数が8                  | 4     | 2.8   | 2     | 1.7249…  | 1.4   | 1.186A35…  | 1     | 0.A8  | 0.9724…  | 0.888…  | 0.8  |
| 被除数がA (十進法の10)     | 5     | 3.4   | 2.6   | 2        | 1.8   | 1.5186A3…  | 1.3   | 1.14  | 1        | 0.AAA…  | 0.A  |
| 被除数が10 (十進法の12)    | 6     | 4     | 3     | 2.4972…  | 2     | 1.86A351…  | 1.6   | 1.4   | 1.2497…  | 1.111…  | 1    |
| 被除数が15 (十進法の17)    | 8.6   | 5.8   | 4.3   | 3.4972…  | 2.A   | 2.5186A3…  | 2.16  | 1.A8  | 1.84972… | 1.666…  | 1.5  |
| 被除数が26 (十進法の30)    | 13    | A     | 7.6   | 6        | 5     | 4.35186A…  | 3.9   | 3.4   | 3        | 2.888…  | 2.6  |
| 被除数が50 (十進法の60)    | 26    | 18    | 13    | 10       | A     | 8.6A3518…  | 7.6   | 6.8   | 6        | 5.555…  | 5    |
| 被除数が84 (十進法の100)   | 42    | 29.4  | 21    | 18       | 14.8  | 12.35186A… | 10.6  | B.14  | A        | 9.111…  | 8.4  |
| 被除数が93 (十進法の111)   | 47.6  | 31    | 23.9  | 1A.2497… | 16.6  | 13.A35186… | 11.A6 | 10.4  | B.12497… | A.111…  | 9.3  |
| 被除数が100 (十進法の144)  | 60    | 40    | 30    | 24.9724… | 20    | 18.6A3518… | 16    | 14    | 12.4972… | 11.111… | 10   |
| 被除数が194 (十進法の256)  | A8    | 71.4  | 54    | 43.2497… | 36.8  | 30.6A3518… | 28    | 24.54 | 21.7249… | 1B.333… | 19.4 |
| 被除数が294 (十進法の400)  | 148   | B1.4  | 84    | 68       | 56.8  | 49.186A35… | 42    | 38.54 | 34       | 30.444… | 29.4 |
| 被除数が441 (十進法の625)  | 220.6 | 154.4 | 110.3 | A5       | 88.2  | 75.35186A… | 66.16 | 59.54 | 52.6     | 48.999… | 44.1 |
| 被除数が6B4 (十進法の1000) | 358   | 239.4 | 18A   | 148      | 11A.8 | BA.A35186… | A5    | 93.14 | 84       | 76.AAA… | 6B.4 |

| 分数                        | 1/2 (= 2/4) | 1/3 | 2/3 | 1/4  | 3/4  | 1/5     | 2/5     | 3/5     | 4/5      |
| --------------------------- | ----------- | --- | --- | ---- | ---- | ------- | ------- | ------- | -------- |
| 被除数が1                   | 0.6         | 0.4 | 0.8 | 0.3  | 0.9  | 0.2497… | 0.4972… | 0.7249… | 0.9724…  |
| 被除数が3                   | 1.6         | 1   | 2   | 0.9  | 2.3  | 0.7249… | 1.2497… | 1.9724… | 2.4972…  |
| 被除数が5                   | 2.6         | 1.8 | 3.4 | 1.3  | 3.9  | 1       | 2       | 3       | 4        |
| 被除数が8                   | 4           | 2.8 | 5.4 | 2    | 6    | 1.7249… | 3.2497… | 4.9724… | 6.4972…  |
| 被除数が9                   | 4.6         | 3   | 6   | 2.3  | 6.9  | 1.9724… | 3.7249… | 5.4972… | 7.2497…  |
| 被除数が10 （十進法の12）   | 6           | 4   | 8   | 3    | 9    | 2.4972… | 4.9724… | 7.2497… | 9.7249…  |
| 被除数が15 （十進法の17）   | 8.6         | 5.8 | B.4 | 4.3  | 10.9 | 3.4972… | 6.9724… | A.2497… | 11.7249… |
| 被除数が26 （十進法の30）   | 13          | A   | 18  | 7.6  | 1A.6 | 6       | 10      | 16      | 20       |
| 被除数が50 （十進法の60）   | 26          | 18  | 34  | 13   | 39   | 10      | 20      | 30      | 40       |
| 被除数が76 （十進法の90）   | 39          | 26  | 50  | 1A.6 | 57.6 | 16      | 30      | 46      | 60       |
| 被除数が260 （十進法の360） | 130         | A0  | 180 | 76   | 1A6  | 60      | 100     | 160     | 200      |

| 主な無理数 | 十二進法         | 十進法           |
| ---------- | ---------------- | ---------------- |
| 円周率     | 3.184809 493B86… | 3.141592 653589… |
| 2の平方根  | 1.4B7917 0A07B7… | 1.414213 562373… |
| 3の平方根  | 1.894B97 BB967B… | 1.732050 807568… |
| 5の平方根  | 2.29BB13 254051… | 2.236067 977499… |
| 黄金比     | 1.74BB67 728022… | 1.618033 988749… |

### 計算表
ここでは、(10)10を A 、(11)10を B と表記する。
十二進法は「3×4=10」となる「奇数の四倍」進法なので、十進法（5×2=10）といった「冪指数が一対一」のN進法とは異なる要素を持っている。十二進法の乗算を覚える要領として、以下の点が挙げられる。
主要の段
- 半数は6の段。
- m/4 となる奇数（3と9）は、4の倍数を掛けると、一の位が0になる。1/4となる3の段は一の位が3→6→9→0→3で循環し、3/4となる9の段は一の位が9→6→3→0→9で循環する。
- 4の倍数（4と8）は、3の倍数を掛けると、一の位が0になる。1/3となる4の段は一の位が4→8→0→4で循環し、2/3となる8の段は一の位が8→4→0→8で循環する。

その他の段
- 他の段は、3の倍数を掛けると、一の位が3, 6, 9, 0のどれかになる。
- 他の段は、4の倍数を掛けると、一の位が4, 8, 0のどれかになる。
- 末尾となるB（十一）の段は、一の位と十二の位の和がBになる。
- 10－2となるA（十）の段は、一の位は2ずつ減る。一の位はA→8→6→4→2→0の順に変化する。
- 5の段は、偶数を掛けると、一の位の数は2ずつ減る。そして、4の倍数を掛けると、一の位は8→4→0の順に変化する。
- 7の段は、偶数を掛けると、十二の位は一の位の数の半分になる（例：(12)12=(14)10）。そして、4の倍数を掛けると、一の位は4→8→0の順に変化する。

| + | 0 | 1  | 2  | 3  | 4  | 5  | 6  | 7  | 8  | 9  | A  | B  |
| - | - | -- | -- | -- | -- | -- | -- | -- | -- | -- | -- | -- |
| 0 | 0 | 1  | 2  | 3  | 4  | 5  | 6  | 7  | 8  | 9  | A  | B  |
| 1 | 1 | 2  | 3  | 4  | 5  | 6  | 7  | 8  | 9  | A  | B  | 10 |
| 2 | 2 | 3  | 4  | 5  | 6  | 7  | 8  | 9  | A  | B  | 10 | 11 |
| 3 | 3 | 4  | 5  | 6  | 7  | 8  | 9  | A  | B  | 10 | 11 | 12 |
| 4 | 4 | 5  | 6  | 7  | 8  | 9  | A  | B  | 10 | 11 | 12 | 13 |
| 5 | 5 | 6  | 7  | 8  | 9  | A  | B  | 10 | 11 | 12 | 13 | 14 |
| 6 | 6 | 7  | 8  | 9  | A  | B  | 10 | 11 | 12 | 13 | 14 | 15 |
| 7 | 7 | 8  | 9  | A  | B  | 10 | 11 | 12 | 13 | 14 | 15 | 16 |
| 8 | 8 | 9  | A  | B  | 10 | 11 | 12 | 13 | 14 | 15 | 16 | 17 |
| 9 | 9 | A  | B  | 10 | 11 | 12 | 13 | 14 | 15 | 16 | 17 | 18 |
| A | A | B  | 10 | 11 | 12 | 13 | 14 | 15 | 16 | 17 | 18 | 19 |
| B | B | 10 | 11 | 12 | 13 | 14 | 15 | 16 | 17 | 18 | 19 | 1A |

| × | 0 | 1 | 2  | 3  | 4  | 5  | 6  | 7  | 8  | 9  | A  | B  |
| - | - | - | -- | -- | -- | -- | -- | -- | -- | -- | -- | -- |
| 0 | 0 | 0 | 0  | 0  | 0  | 0  | 0  | 0  | 0  | 0  | 0  | 0  |
| 1 | 0 | 1 | 2  | 3  | 4  | 5  | 6  | 7  | 8  | 9  | A  | B  |
| 2 | 0 | 2 | 4  | 6  | 8  | A  | 10 | 12 | 14 | 16 | 18 | 1A |
| 3 | 0 | 3 | 6  | 9  | 10 | 13 | 16 | 19 | 20 | 23 | 26 | 29 |
| 4 | 0 | 4 | 8  | 10 | 14 | 18 | 20 | 24 | 28 | 30 | 34 | 38 |
| 5 | 0 | 5 | A  | 13 | 18 | 21 | 26 | 2B | 34 | 39 | 42 | 47 |
| 6 | 0 | 6 | 10 | 16 | 20 | 26 | 30 | 36 | 40 | 46 | 50 | 56 |
| 7 | 0 | 7 | 12 | 19 | 24 | 2B | 36 | 41 | 48 | 53 | 5A | 65 |
| 8 | 0 | 8 | 14 | 20 | 28 | 34 | 40 | 48 | 54 | 60 | 68 | 74 |
| 9 | 0 | 9 | 16 | 23 | 30 | 39 | 46 | 53 | 60 | 69 | 76 | 83 |
| A | 0 | A | 18 | 26 | 34 | 42 | 50 | 5A | 68 | 76 | 84 | 92 |
| B | 0 | B | 1A | 29 | 38 | 47 | 56 | 65 | 74 | 83 | 92 | A1 |

## 命数法
十二進命数法とは、12 を底とする命数法である。

### 数詞
自然言語で十二進命数法の数詞を持つものは少ない。ナイジェリアのジャンジ語 (Janji)、ビリ・ニラグ語 (Gbiri-Niragu)、グワンダラ語ニンビア方言 (Nimbia)、ピティ語 (Piti) などが十二進命数法のグループを作り、またネパールのチェパン語 (Chepang) も十二進命数法を用いている。
以下にグワンダラ語ニンビア方言の数詞を示す。
| 十二進表記 | 十進表記 | 数詞                |
| ---------- | -------- | ------------------- |
| 1          | 1        | da                  |
| 2          | 2        | bi                  |
| 3          | 3        | ugu                 |
| 4          | 4        | furu                |
| 5          | 5        | biyar               |
| 6          | 6        | shide               |
| 7          | 7        | bo'o                |
| 8          | 8        | tager               |
| 9          | 9        | tanran              |
| A          | 10       | gwom                |
| B          | 11       | kwada               |
| 10         | 12       | tuni                |
| 11         | 13       | tuni mbe da         |
| 20         | 24       | gume bi             |
| 21         | 25       | gume bi ni da       |
| BB         | 143      | gume kwada ni kwada |
| 100        | 144      | wo                  |

ゲルマン語派の数詞は、十二以下と十三以降とで構成が異なる。以下に英語、ドイツ語、スウェーデン語の数詞を示す。
| 十二進表記 | 十進表記 | 英語     | ドイツ語 | スウェーデン語 |
| ---------- | -------- | -------- | -------- | -------------- |
| A          | 10       | ten      | zehn     | tio            |
| B          | 11       | eleven   | elf      | elva           |
| 10         | 12       | twelve   | zwölf    | tolv           |
| 11         | 13       | thirteen | dreizehn | tretton        |
| 12         | 14       | fourteen | vierzehn | fjorton        |

十一と十二の数詞の語源はそれぞれ 1 余り、2 余りを意味する *ainlif, *twalif であり、十三以降の数詞は十進法に基づく数詞だが、十二以下と十三以降で構成が異なるのを十二進法の影響とする説がある。
英語の hundred など、現在「百」「十二進数84」を意味する語は、中世までは「百二十」「十二進数A0」を意味することがあった（en:Long hundred を参照）。ロジバンは十, 十一, 十二に個別の数詞があり、十二進法に対応している（実際には十六進法にまで対応する）。

### 単位系
現在、十二進法はもっぱら単位系で使われている。数は十進記数法で 9, 10, 11 と表し、12 や 144 に至ると桁ではなく単位を繰り上げる。すなわち、記数法と単位が一致していない。
単位の十二進法は、言語の数詞とは無関係に発生したと考えられる。1 年がほぼ 12 か月であること（360 ÷ 30 = 12。満月と新月の回数がほぼ 12 回）に因むとされる。メソポタミア文明ではこれが 1 年を 12 か月とする暦法となり、12 は 30 と同様に主に時間を示す際の基数となった。1 日 24 時間の 24 は 12 の 2 倍であり、六十進法の 60 は 12 と 30 の最小公倍数である。黄道十二宮はこれに基づく。中国の十二支も黄道十二宮と同じように、循環する十二進法である。
また、 12 は 4×3 であり、1 とその数以外の約数が 2, 3, 4, 6 の 計 4 個と多く、4 までの全てで割り切れる点も、十二進法の単位が用いられる一因となった。十進法の 10 は、1 とその数以外の約数が、2 と 5 の 計 2 個しかない。六進法の 6 は、1 とその数以外の約数が 2 と 3 の計 2 個で便利であるが、4 分割はできない。
例えば、通貨を3単位×4の十二進法にすると、1728 (= 123) の貨幣を 12 (= 121) と 36 (= 121×3、122÷4) と 144 (= 122) と 432 (= 122×3、123÷4) の四種類の貨幣に分けて、「432の貨幣が2枚」で二分割（1728÷2 = 864）したり、「432の貨幣が1枚 + 144の貨幣が1枚」で三分割（1728÷3 = 576）したり、「432の貨幣が1枚」で四分割（1728÷4 = 432）したり、「144の貨幣が1枚 + 36の貨幣が2枚」で八分割（1728÷8=216）したり、「144の貨幣が1枚 + 36の貨幣が1枚 + 12の貨幣が1枚」で九分割（1728÷9=192）したりすることが可能になる。後述のペンス通貨やアス通貨が、このような三分割と四分割を考慮した単位に該当する。
日本では、12 ヶ月を 1 年というのに対して、144 ヶ月 (= 12 年) を 1 回りという。
物の数を表すダース (12)、グロス (144 = 122)、グレートグロス (1728 = 123)、スモールグロス (120 = 12×10) という単位があり、西洋で用いられる。1971年2月15日まで、イギリスポンドは、1 ポンドは 240 ペンスであり、12 ペンスが 1 シリング、20 シリングが 1 ポンドであった。
この他にも、ヤード・ポンド法は十二進法が主流であり、長さの 1 フィート = 12 インチ = 144 ライン = 1728 ポイントである。同じく、1 トロイポンド = 12 トロイオンス = 144 スカラプル = 1728 シードである。プラモデルの縮尺に 1/144 (= 12-2) が多いのも、12 フィートすなわち 144 インチを逆数にしたサイズが由来である。
また、ローマ帝国の数詞や単位は十進法が通例であったが、アス (as) 通貨は異例で十二進法を想定した単位を設定した。アス通貨の下部単位として、1/2 アスのセミス (semis)、1/3 アスのトリエンス (triens)、2/3 アスのベス (bes)、1/4 アスのクォドランス (quadrans)、3/4 アスのドドランス (dodrans)、1/6 アスのセクスタンス (sextans)、1/12 アスのウンシア (uncia)、5/12 アスのクインクンクス (quincunx) が使用されている。しかし、1/144 アス (= 1/12 ウンシア) や 12 アス (= 144 ウンシア) の単位は設定されず、1/24 アスのセミウンシア (semiuncia) と 2 アス (= 24 ウンシア）のドゥポンディウス (dupondius) のみであった。

## 指数え

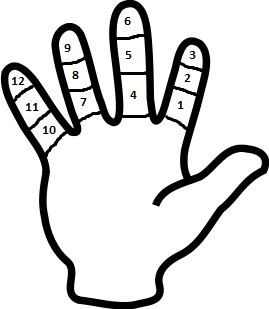
十二進法の指数え

十二進法の指数えは、親指が指標となり、各指の3つの指骨(末節骨 ・中節骨・基節骨)を小指から数える。片手を十二（10(12)）までの数、もう片手を十二の倍数として、片手で十二まで数えて、もう一方の手に繰り上げて百四十四（100(12)）まで数える

。（実際は十三進法を用いて百六十八まで数えられるが、一般的ではない）

## 架空の世界での使用
SF作品でも、人類と異なる文明が十二進法を使っているとする設定はよく見られるものである。
H・G・ウェルズは『冬眠二百年』（When the Sleeper Wakes, 1899年）や『モダンユートピア』（A Modern Utopia, 1905年）で十二進法を使用し、12 = dozen, 144 (=122) = gross, 1728 (=123) = dozand, 20736 (=124) = myriad としている。
J・R・R・トールキンによる人工言語、エルフ語 (Elvish) の数詞は十二進法である（→クウェンヤ）。

## 十二進法の推進
英米では、十二進法を採用するよう主張する人々がいる。人間の手指の数に由来する、原始的で、2と5でしか割り切れない十進法ではなく、3でも4でも割り切れる十二進法の方が理に適っているとされるためである。これらの人々は、十二進法を表す語として、英語で通常使われる duodecimal を「十のおまけ」という言い方だとして嫌い、dozenal を使う。なお、dozenal に相当するスペイン語は、doce（十二）を形容詞化した docenal である。十と十一を意味する数字には A と B を用いず、十 を T または X 、十一 を E で、或いはその変形で表したり、十 を * で、十一を # で表したりする。これらの十二進法推進団体は、百分率（パーセント：記号は「％」）に代わって百四十四分率（パーグロス：記号は"per gross"を縮めた「p/g」）の使用を主張したり、周角の360度（十二進法で260度）から144度（十二進法で100度）または720度（十二進法で500度）への変更も主張している。
なお、十進法以外を採用しようという主張は、近年ではコンピュータの二進法との相性から八進法や十六進法についても主張されている。しかし、八進法や十六進法は「2の冪数」進法なので、2でしか割り切れない。つまり、1/3や1/5といった奇数分割ができない。また、「3の倍数」進法を採用しようという立場から、十二進法以外では六進法や三十進法についても主張されており、それぞれの長短も議論されている。「5の倍数」に囚われない指数えの方法として、十二進法での指の「関節」で数える方法、六進法での「もう片手は六の位」とする方法 が提案されている。
Unicode 8.0 では、十二進法のための10 ( = U+218A, 180度回転した2)と 11（ = U+218B, 180度回転した3）の2つの数字が符号位置を与えられた。この2つの数字はアイザック・ピットマンの考案による。